# Гавриил IV
Патриарх Гавриил IV (греч. Πατριάρχης Γαβριήλ Δ΄; ум. 29 июня 1785) — Константинопольский Патриарх, занимавший престол с 1780 по 1785 годы.

## Биография
Гавриил родился в городе Смирна в аристократической семье. Там же получил образование и служил в клире митрополита Неофита, который в 1767 году хиротонисал Гавриила в сан епископа Мосхонисии.
Затем Гавриил был митрополитом Янины, а в апреле 1771 года стал епископом Древних Патр. Он всегда придерживался церковных порядка и последовательности.
В 1780 году Гавриил был избран Патриархом Константинопольским. Он помог восстановить авторитет Афанасию Париосу, изгнанному с Афона за участие в спорах о кутье и панихидах в воскресный день.
Наиболее значимыми административными распоряжениями Гавриила IV были: разрешение православным христианам в Индии вступать в брак с иноверцами, признание за Синайским монастырём юрисдикции Иерусалимского патриарха (1782), утверждение в монастыре преподобного Ксенофонта на Афоне общежительного устава (1784). Также патриарх уделял много внимания благоустройству ставропигиальных монастырей и народных школ, оказывал поддержку греческим общинам Западной Европы.
Гавриил IV скончался 29 июня 1785 года и был похоронен в одной могиле с его предшественником, Софронием II, во дворе церкви Асоматон (Архангелов) в Великой Силе (ныне деревня Арнавуткёй в пригороде Стамбула).